# محمود خان
محمود خان (30 أكتوبر 1972 - ) هو سياسي باكستاني يشغل منصب رئيس وزراء خيبر باختونخوا الحالي منذ 17 أغسطس 2018، كان عضوًا في مجلس محافظة خيبر باختونخوا منذ 13 أغسطس 2018.
كان عضوًا في جمعية مقاطعة خيبر باختونخوا من مايو 2013 إلى مايو 2018، وخلال فترة ولايته الأولى كعضو في جمعية خيبر باختونخوا شغل منصب وزير المقاطعة لخيبر باختونخوا في مجلس وزراء تحت قيادة رئيس وزراء المقاطعة برويز ختك بين عامي 2013 و 2018.

## نشأته
ولد في 30 أكتوبر 1972 في ماتا في سوات.
تلقى تعليمه في وقت مبكر من مدرسة ماتا الابتدائية الحكومية وأكمل تعليمه في مدرسة وكلية بيشاور العامة.
حصل على درجة الماجستير في العلوم (مع مرتبة الشرف) في الزراعة، من جامعة بيشاور، ووفقًا لبعض المصادر حصل على درجة الماجستير من جامعة بيشاور الزراعية.

## ثروته الشخصية
في أغسطس 2018 أعلن محمود خان عن ثروته الشخصية وهي امتلاك 89 كانال من الأراضي الزراعية و 150 متجرًا في سوق مات بازار في سوات بقيمة 2.516 مليار روبية.